# Tutl

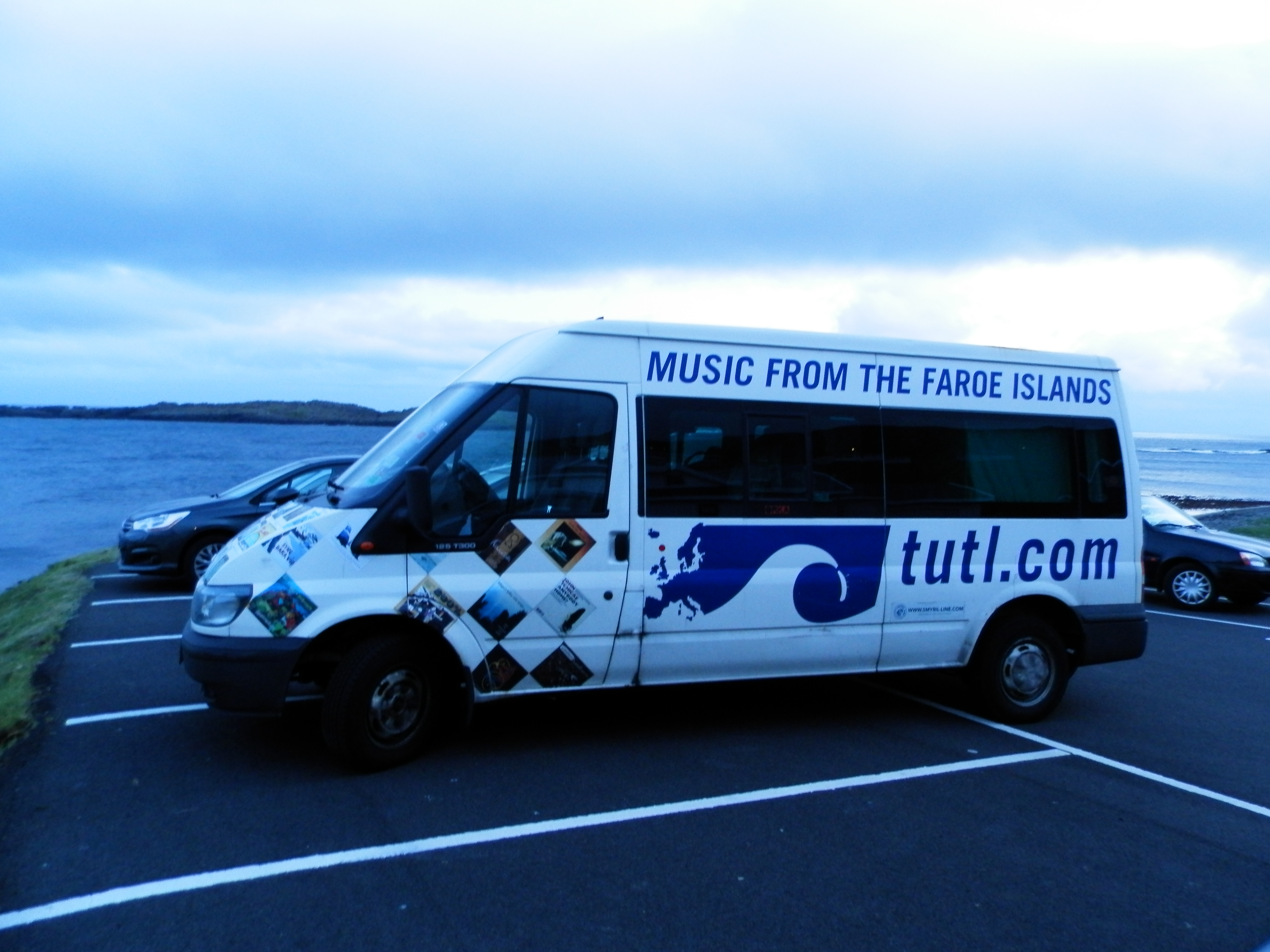
Tutl-Bus in Sumba, Färöer (2013)

Tutl (Eigenschreibweise: TUTL; vollständiger Name: Tutl International oder Tutl Records) ist das führende Musiklabel der Färöer. Chef des Unternehmens ist der Komponist und Musiker Kristian Blak. Tutl wurde 1977 gegründet und hat seinen Sitz in der Hauptstadt Tórshavn.
Der Begriff Tutl ist färöisch und bedeutet „Geflüster, Gemurmel“.
Die international bekanntesten Musiker sind, neben Blak selbst, unter anderem die Sängerin Eivør Pálsdóttir, der Liedermacher Høgni Lisberg, die Viking-Metal-Gruppe Týr und die Punkband Tveyhundrað. Auch Teitur Lassen hat hier seine Wurzeln, ebenso der Singer-Songwriter Marius Ziska.
Typisch für die färöische Musikszene ist ihr Bezug auf die jahrhundertealten färöischen Balladen, aber auch die Psalmen des Thomas Kingo. Dominierten im 19. und besonders im 20. Jahrhundert die färöische Literatur und färöische bildende Kunst, so konnte sich die moderne Musik seit den 1980er Jahren über die Grenzen der Färöer hinaus etablieren.
Auch einige ausländische Musiker werden bei Tutl verlegt, so zum Beispiel im Jahr 2005 das Album Hit Below The Belt der Gruppe Sundiver aus dem schweizerischen St. Gallen.